# Domingo Faustino Sarmiento
Domingo Faustino Sarmiento (San Juan (Argentinië), 15 februari 1811 - Asunción (Paraguay) 11 september 1888) was een Argentijns activist, schrijver, intellectueel, politicus en de zevende president van het land.

## Biografie
Domingo werd geboren op 15 februari 1811 als de zoon van José Clemente Quiroga Sarmiento y Funes, die oorlogsveteraan was van de Argentijnse onafhankelijkheidsstrijd en Doña Paula Zoila de Albarracín e Irrázabal. José en Paula trouwden in 1801 en kregen vijftien kinderen, van wie er negen jong stierven. Domingo was de enige zoon die de volwassen leeftijd bereikte. Van 1831 tot 1836 woonde hij in Chili na problemen met het politieke regime in zijn vaderland. Bij zijn terugkeer richtte hij de anti-federalistische krant El Zonda op. De regering van San Juan vond de krant maar niets en legde zo een hoge belasting op dat Sarmiento in 1840 gedwongen moest stoppen met de krant uit te geven. Nadat hij beschuldigd werd van verraad moest hij opnieuw naar Chili vluchten. Hij ging hier voor de krant El Mercurio werken. In 1842 richtte hij de krant El Progreso op en in 1845 schreef hij het boek Facundo.
Tussen 1845 en 1847 reisde hij namens de Chileense regering naar Brazilië en Uruguay, maar ook verder naar Europa naar en ook naar Algerije, Cuba, Canada en de Verenigde Staten. In 1849 verscheen het boek Viajes por Europa, África, y América, wat gebaseerd was op zijn reizen.
In 1848 ontmoette hij de weduwe Benita Martínez Pastoriza en trouwde met haar. Hij adopteerde haar zoon Domingo Fidel, die in 1866 sneuvelde tijdens de oorlog van de Drievoudige Alliantie. Sarmiento startte twee tijdschriften: La Tribuna en La Crónica, waarin hij openlijk kritiek had op het regime van Juan Manuel de Rosas. De Argentijnse regering vroeg aan de Chileense regering om de uitlevering van Sarmiento, maar zij weigerden dit. De Rosas werd in 1852 afgezet en vluchtte naar Engeland. In 1854 bezocht Sarmiento een stadje in het westen van Argentinië en werd daar gearresteerd. Na zijn vrijlating keerde hij terug naar Chili, maar in 1855 maakte hij zelf een einde aan zijn ballingschap en ging naar Buenos Aires. Hij ging voor de krant El Nacional werken. In 1857 ging hij de politiek in bij de senaat.
In 1862 keerde hij terug naar San Juan, waar hij tot gouverneur verkozen werd. Hij zorgde ervoor dat het verplicht werd dat kinderen naar school moesten. In 1864 nam hij het op tegen Bartolomé Mitre bij de presidentsverkiezingen, maar verloor deze. In 1865 werd hij naar de Verenigde Staten gestuurd, kort na de moord op president Lincoln. Hij schreef later nog het boek Vida de Lincoln. Sarmiento kreeg een borstbeeld op de universiteit van Michigan, maar dit werd later verwijderd na protesten van studenten vanwege de houding van Sarmiento ten opzichte van de inheemse bevolking van Argentinië. In de Brown-universiteit in Rhode Island staat wel nog steeds een standbeeld van Sarmiento. In 1868 nam hij opnieuw deel aan de presidentsverkiezingen en won deze nu.
Tijdens zijn presidentschap zorgde hij voor een betere schoolopleiding voor de kinderen van het land en ook voor een beter wegen- en treinnetwerk. Toch was hij geen populaire president. Er werd een onpopulaire oorlog gevoerd met Paraguay en mensen waren ontgoocheld dat hij niet met Chili vocht voor de Straat Magellaan. Een grote instroom van Europese migranten zou aan de basis liggen van de gele koorts die uitbrak in Buenos Aires en het land op de rand van een burgeroorlog bracht. Op 22 augustus 1873 probeerden twee Italiaanse migranten hem te vermoorden, maar slaagden hier niet in.
In mei 1888 reisde hij samen met zijn dochter Ana naar Paraguay en overleed daar in de hoofdstad aan een hartaanval.
- Bibsys: 90544466
- Biblioteca Nacional de España: XX942843
- Bibliothèque nationale de France: cb121205608 (data)
- Catàleg d'autoritats de noms i títols de Catalunya: 981058528089106706
- CiNii: DA01464550
- Gemeinsame Normdatei: 118751328
- International Standard Name Identifier: 0000 0001 2120 8917
- Library of Congress Control Number: n81072956
- Nationale Bibliotheek van Tsjechië: jn20000604797
- Nationale bibliotheek van Australië: 36522921
- Nationale Bibliotheek van Israël: 987007267557005171
- Nationale Bibliotheek van Polen: a0000001188484
- Nationale en Universitaire bibliotheek Zagreb: 000008980
- Nederlandse Thesaurus van Auteursnamen: 068350716
- Réseau des bibliothèques de Suisse occidentale: 02-A003786650
- Istituto Centrale per il Catalogo Unico: MUSV075948
- LIBRIS: 266534
- SNAC: w6vm59ds
- Système universitaire de documentation: 027669505
- Trove: 1215147
- Virtual International Authority File: 12340366
- WorldCat: E39PBJjmVbKj4Mc6YbDVhKVcT3